# Tenodera equatoriana
Tenodera equatoriana är en bönsyrseart som beskrevs av Scott LaGreca 1993. Tenodera equatoriana ingår i släktet Tenodera och familjen Mantidae. Inga underarter finns listade i Catalogue of Life.